# Cnemidophorus mumbuca
Cnemidophorus mumbuca är en ödleart som beskrevs av  Colli, Caldwell, Costa, Gainsbury, Garda, Mesquita, Filho, Soares, Silva, Valdujo, Vieira, Vitt, Wer. Cnemidophorus mumbuca ingår i släktet Cnemidophorus och familjen tejuödlor. Inga underarter finns listade i Catalogue of Life.